# Taco (voornaam)
Taco is een Germaanse voornaam. 'Ta-' is een verkorting van het Germaanse woord thiad of died(e)/diet ('volk') en de uitgang '-co' is een Saksische verkleinvorm.

## Bekende naamdragers
- Taco van den Honert (hockeyer) is een Nederlands voormalig professioneel hockeyer.
- Taco Ockerse is een Nederlands entertainer en zanger die onder de naam Taco in 1983 een hit had met Puttin' on the Ritz.
- Taco Mesdag was een Nederlands bankier en kunstschilder.
- Taco Remkes is een Nederlandse golfprofessional.
- Taco van der Hoorn is een Nederlandse profwielrenner.